# Les Vastres
Les Vastres est une commune rurale montagnarde française située dans le département de la Haute-Loire en région Auvergne-Rhône-Alpes,en bordure du parc régional naturel des monts d'Ardèche, dans la zone naturelle d'intérêt floristique et faunistique du Mézenc-Meygal.

## Géographie

### Situation et description
La commune est traversée par le 45e parallèle nord. C'est une commune agricole avec des labels pour ses produits du terroirs.
Elle fait partie du Pays du Velay (194 200 hectares) tout près des monts du Vivarais et des Monts d'Ardèche. Cette commune s'étend sur 3 200 hectares se situe à une altitude moyenne de 1 100 m. Elle s'étend des rives du Lignon à celles de la rivière sauvage la Rimande, et plonge sur le cirque des Boutières dans son versant méridional.
Le centre du village est un carrefour de routes de montagne et de chemins de grande randonnée : le célèbre chemin Vosges-Andorre le traverse. Ces voies étaient autrefois empruntées par les colporteurs, les marchands de primeurs qui montaient les vallées, ainsi que par les troupeaux de bétail conduits aux foires de Fay-sur-Lignon, permettant les échanges avec les localités voisines du Plateau.
Le village est blotti autour de son église et de sa mairie. Les petits hameaux sont disséminés dans la commune avec leurs grandes fermes de pierres basaltiques couvertes de lauzes.
La commune des Vastres se trouve dans le département de la Haute-Loire, en région Auvergne-Rhône-Alpes.
Elle se situe à 41 km par la route du Puy-en-Velay, préfecture du département, et à 11 km du Chambon-sur-Lignon, bureau centralisateur du canton du Mézenc dont dépend la commune depuis 2015 pour les élections départementales.

### Communes limitrophes
Les communes les plus proches sont : 
Fay-sur-Lignon (2,8 km), Saint-Clément (4,1 km), Mars (5,9 km), Chaudeyrolles (6,3 km), Mazet-Saint-Voy (6,6 km), Lachapelle-sous-Chanéac (7,2 km), Saint-Julien-Boutières (7,3 km), Champclause (7,7 km).
| Mazet-Saint-Voy       | Le Chambon-sur-Lignon |                               |
| Fay-sur-Lignon        | Vastres               | Mars Ardèche                  |
| Saint-Clément Ardèche |                       | Saint-Julien-d'Intres Ardèche |

### Climat
Pour des articles plus généraux, voir Climat d'Auvergne-Rhône-Alpes et Climat de la Haute-Loire.
En 2010, le climat de la commune est de type climat de montagne, selon une étude du Centre national de la recherche scientifique s'appuyant sur une série de données couvrant la période 1971-2000. En 2020, Météo-France publie une typologie des climats de la France métropolitaine dans laquelle la commune est exposée à un climat de montagne ou de marges de montagne et est dans la région climatique Sud-est du Massif Central, caractérisée par une pluviométrie annuelle de 1 000 à 1 500 mm, minimale en été, maximale en automne.
Pour la période 1971-2000, la température annuelle moyenne est de 7,5 °C, avec une amplitude thermique annuelle de 15,9 °C. Le cumul annuel moyen de précipitations est de 1 171 mm, avec 10,4 jours de précipitations en janvier et 6,8 jours en juillet. Pour la période 1991-2020, la température moyenne annuelle observée sur la station météorologique de Météo-France la plus proche, « Mazet-Volamont », sur la commune de Mazet-Saint-Voy à 7 km à vol d'oiseau, est de 7,8 °C et le cumul annuel moyen de précipitations est de 975,0 mm,. Pour l'avenir, les paramètres climatiques de la commune estimés pour 2050 selon différents scénarios d'émission de gaz à effet de serre sont consultables sur un site dédié publié par Météo-France en novembre 2022.

### Hydrographie
Sur la ligne de partage des eaux, la commune des Vastres est riche en sources et en terres humides : elle est située sur deux bassins versants amont, ceux de la Loire et du Rhône. La Rimande se jette dans l'Eyrieux, un affluent du Rhône, qui se déverse ensuite dans la Méditerranée. Le Lignon du Velay traverse les Vastres, se jette dans la Loire et, par celle-ci, dans l'océan Atlantique.

### Typologie
Au 1er janvier 2024, Les Vastres est catégorisée commune rurale à habitat très dispersé, selon la nouvelle grille communale de densité à sept niveaux définie par l'Insee en 2022.
Elle est située hors unité urbaine et hors attraction des villes,.

### Occupation des sols
L'occupation des sols de la commune, telle qu'elle ressort de la base de données européenne d’occupation biophysique des sols Corine Land Cover (CLC), est marquée par l'importance des territoires agricoles (83,8 % en 2018), en augmentation par rapport à 1990 (79,9 %). La répartition détaillée en 2018 est la suivante : 
prairies (55,5 %), zones agricoles hétérogènes (28,4 %), forêts (12,4 %), milieux à végétation arbustive et/ou herbacée (3,8 %). L'évolution de l’occupation des sols de la commune et de ses infrastructures peut être observée sur les différentes représentations cartographiques du territoire : la carte de Cassini (XVIIIe siècle), la carte d'état-major (1820-1866) et les cartes ou photos aériennes de l'IGN pour la période actuelle (1950 à aujourd'hui).

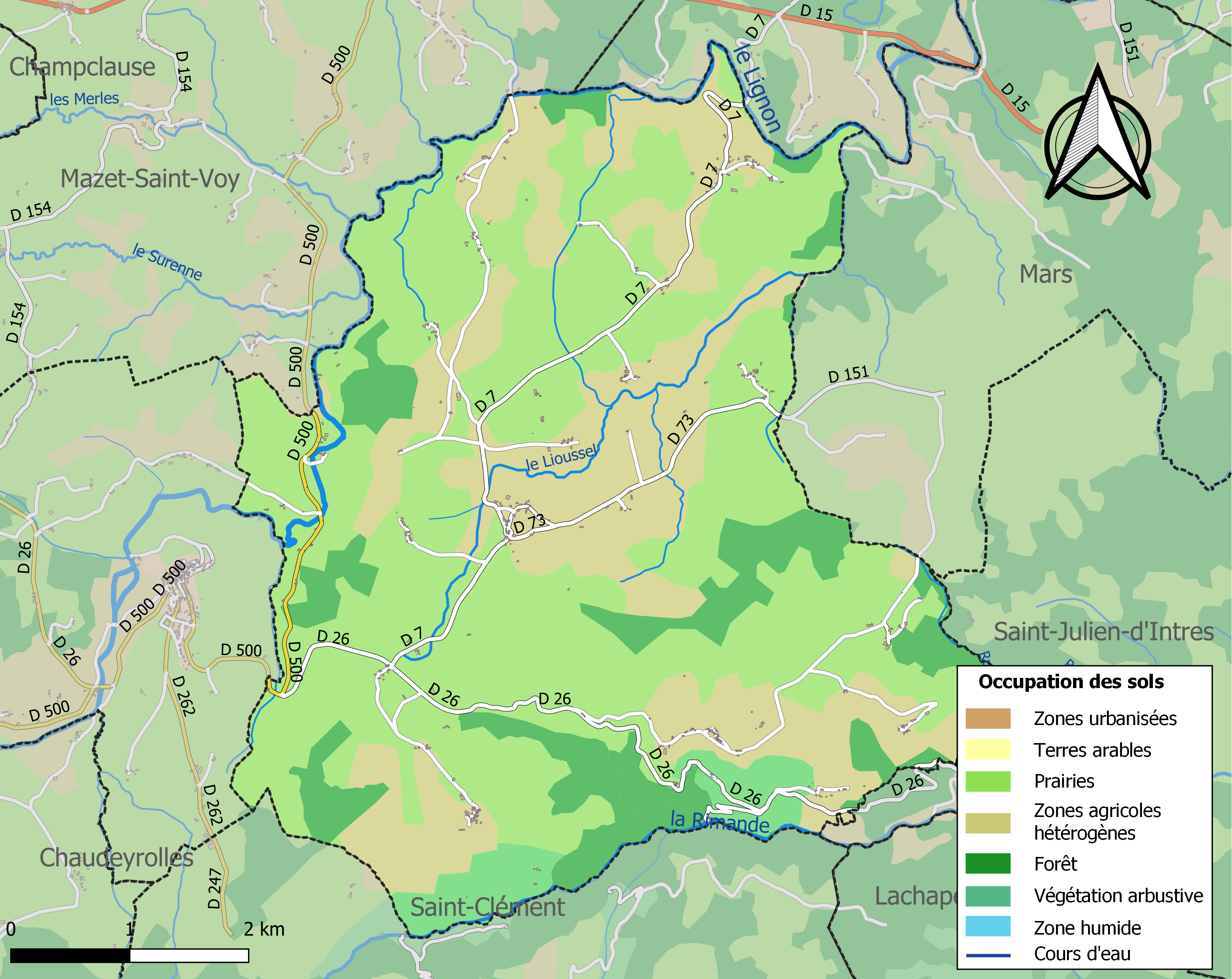
Carte des infrastructures et de l'occupation des sols de la commune en 2018 (CLC).

### Habitat et logement
En 2018, le nombre total de logements dans la commune était de 232, alors qu'il était de 218 en 2013 et de 222 en 2008.
Parmi ces logements, 37 % étaient des résidences principales, 44,1 % des résidences secondaires et 18,9 % des logements vacants. Ces logements étaient pour 97,8 % d'entre eux des maisons individuelles et pour 0,9 % des appartements.
Le tableau ci-dessous présente la typologie des logements aux Les Vastres en 2018 en comparaison avec celle de la Haute-Loire et de la France entière. Une caractéristique marquante du parc de logements est ainsi une proportion de résidences secondaires et logements occasionnels (44,1 %) supérieure à celle du département (16,1 %) et à celle de la France entière (9,7 %). Concernant le statut d'occupation de ces logements, 86,9 % des habitants de la commune sont propriétaires de leur logement (85,5 % en 2013), contre 70 % pour la Haute-Loire et 57,5 pour la France entière.
| Typologie                                               | Les Vastres | Haute-Loire | France entière |
| ------------------------------------------------------- | ----------- | ----------- | -------------- |
| Résidences principales (en %)                           | 37          | 71,5        | 82,1           |
| Résidences secondaires et logements occasionnels (en %) | 44,1        | 16,1        | 9,7            |
| Logements vacants (en %)                                | 18,9        | 12,4        | 8,2            |

## Toponymie
Les anciennes metions sont : In villa quæ dicitur Lavastris vers 1000, Ecclesia Sancti Theotfredi de Vastris au XIe siècle, Parochia S. Theoffredi de Lavastres vers 1186, Ecclesia de las Vastres vers 1343, Las Vastras en 1454.
Le nom des Vastres pourrait dériver du même radical que celui de Léoncel, avec une différence de suffixe, et pourrait être lié à des termes ligures signifiant « montée » ou « pente », comme l'indiquent les formes anciennes et les recherches de linguistes tels qu'Albert Dauzat et Charles Rostaing.

## Histoire

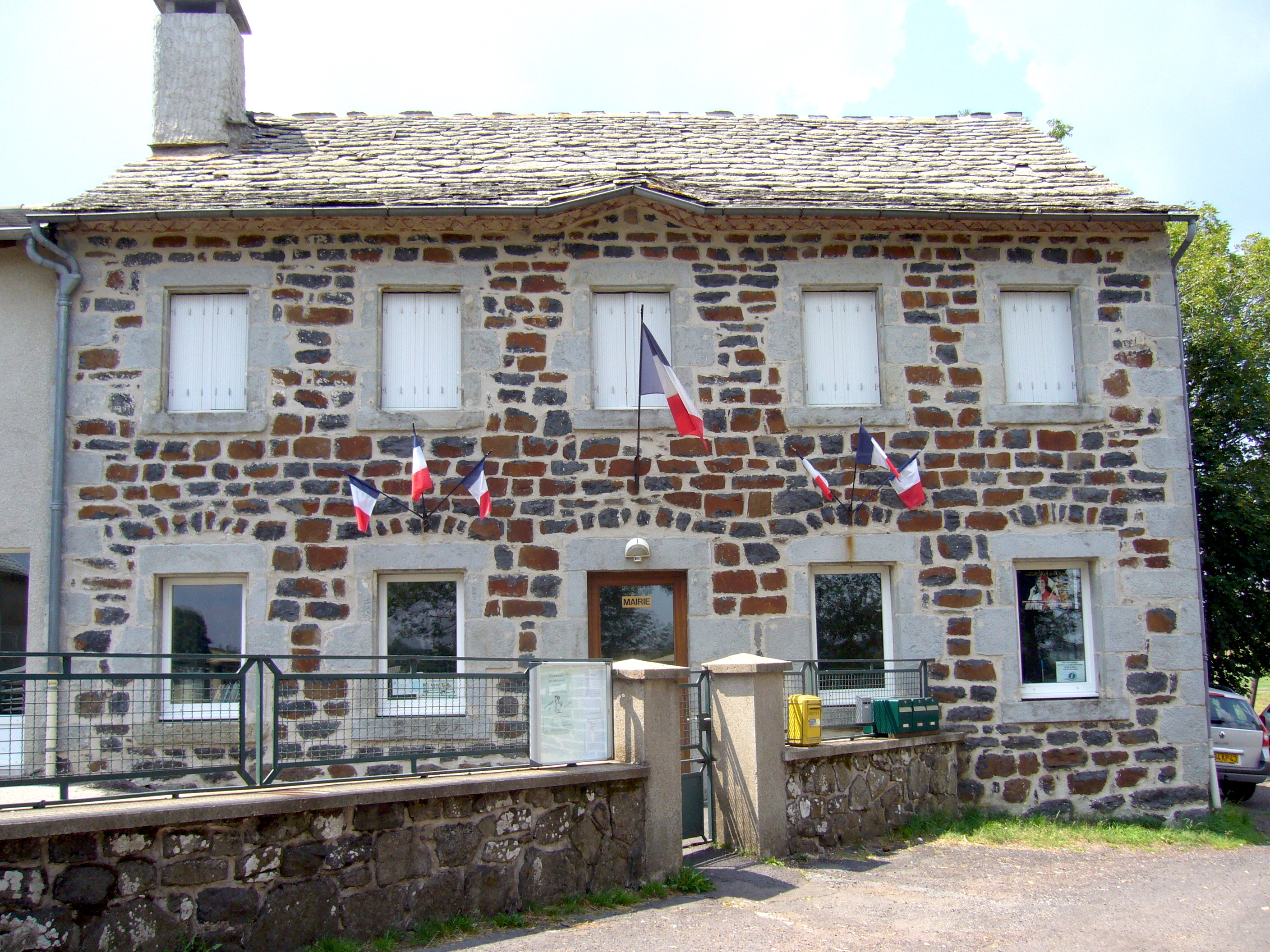
La Mairie des Vastres

Les traces de l'ancienne voie romaine qui traverse la commune, évoquent un lointain passé : Lavastris ou Lavastrus (correspondant aujourd'hui à la famille Lavastre) serait le nom d'une divinité commune au Cantal et au Dauphiné. Le village, brûlé vers 730 par les Sarrasins, s'appelle successivement Villa Lavastris au Xe siècle, Las Vastras au XVe siècle.
La Villa Lavastris se trouvait au milieu du plateau de la Chaux, vraisemblablement possession des seigneurs du Mézenc, installés dans la citadelle du Soutour au Xe siècle. La première église Saint-Théophrède se situait en un lieu-dit "Châteauneuf" dont on ne trouve plus la trace et fut détruite en même temps que le château du Soutour vers 1179. L'évêque de Viviers donne cette église aux bénédictins de Saint-Chaffre du Monastier-sur-Gazeille en 1096, d'où le nom de Saint-Théophrède, son saint martyr des sarrasins en 728. En 1276, on retrouve dans la bulle du pape Clément IV, évêque du Puy, l'existence d'une seconde église Saint-Théophrède. Elle est édifiée à la Chaux au lieu-dit Église Vieille. L'église et la Villa Lavastris sont détruites en 1343 pendant la guerre de Cent Ans. Enfin, l'église actuelle, la troisième, dédiée à sainte Anne, est construite dans le bourg avec les pierres de l'Église Vieille. Cette église du XIVe siècle, avait à l'origine des proportions plus modestes. Elle a subi de multiples restaurations, élargie au sud et son clocher rehaussé. Le grand bâtiment qui la prolonge à l'est de conception monacale, construit en 1779, est relié à l'église par une porte intérieure. Il servit de cure.
Au Moyen Âge la paroisse des Vastres dépendait de la seigneurie de Fay, détenue en toute justice par les Hospitaliers de la commanderie de Devesset. Courant du XVIIe siècle, elle devient la propriété du sieur marquis de Chatte, sénéchal du Puy.
Au XVIe siècle, la Réforme marque profondément la paroisse. Après la révocation de l'édit de Nantes en 1685, un fermier des Vastres, Jacques Guilhot, prédicant, préside des assemblées au "Désert". En 1744, plus de la moitié des familles sont protestantes. À l'époque du "Réveil", à partir de 1820, les protestants des Vastres construisent leur temple aux Chazallets. En septembre 1821, le ministre des cultes informe les paroissiens « qu’ayant égard au zèle qui porte les réformés à vouloir élever un temple à leur frais dans la commune des Vastres il vient de décider qu’une somme de 2 000 francs serait affectée à la construction précitée ». En 1828, un pasteur est nommé et sa résidence fixée aux Vastres où se trouve le temple.

## Politique et administration

### Découpage territorial
La commune des Vastres est membre de la communauté de communes Mézenc-Loire-Meygal, un établissement public de coopération intercommunale (EPCI) à fiscalité propre créé le 27 décembre 2016 dont le siège est à Saint-Julien-Chapteuil. Ce dernier est par ailleurs membre d'autres groupements intercommunaux.
Sur le plan administratif, elle est rattachée à l'arrondissement du Puy-en-Velay, au département de la Haute-Loire, en tant que circonscription administrative de l'État, et à la région Auvergne-Rhône-Alpes.
Sur le plan électoral, elle dépend du canton du Mézenc pour l'élection des conseillers départementaux, depuis le redécoupage cantonal de 2014 entré en vigueur en 2015, et de la première circonscription de la Haute-Loire  pour les élections législatives, depuis le redécoupage électoral de 1986.

### Liste des maires
| Période                                  | Période  | Identité            | Étiquette | Qualité |
| ---------------------------------------- | -------- | ------------------- | --------- | ------- |
| Les données manquantes sont à compléter. |          |                     |           |         |
| février 2011                             | 2020     | Jean-Pierre Dandois |           |         |
| 2020                                     | En cours | Jean Luc Chambon    |           |         |

## Population et société

### Démographie

#### Évolution démographique
L'évolution du nombre d'habitants est connue à travers les recensements de la population effectués dans la commune depuis 1793. Pour les communes de moins de 10 000 habitants, une enquête de recensement portant sur toute la population est réalisée tous les cinq ans, les populations de référence des années intermédiaires étant quant à elles estimées par interpolation ou extrapolation. Pour la commune, le premier recensement exhaustif entrant dans le cadre du nouveau dispositif a été réalisé en 2005.

En 2022, la commune comptait 191 habitants, en évolution de −5,91 % par rapport à 2016 (Haute-Loire : +0,36 %, France hors Mayotte : +2,11 %).
| 1793  | 1800 | 1806 | 1821 | 1831 | 1836 | 1841  | 1846  | 1851  |
| ----- | ---- | ---- | ---- | ---- | ---- | ----- | ----- | ----- |
| 1 081 | 892  | 812  | 916  | 941  | 930  | 1 028 | 1 059 | 1 009 |

| 1856  | 1861  | 1866 | 1872  | 1876  | 1881  | 1886  | 1891  | 1896  |
| ----- | ----- | ---- | ----- | ----- | ----- | ----- | ----- | ----- |
| 1 046 | 1 001 | 978  | 1 009 | 1 089 | 1 104 | 1 141 | 1 142 | 1 205 |

| 1901  | 1906  | 1911  | 1921  | 1926 | 1931 | 1936 | 1946 | 1954 |
| ----- | ----- | ----- | ----- | ---- | ---- | ---- | ---- | ---- |
| 1 133 | 1 042 | 1 064 | 1 014 | 996  | 948  | 957  | 851  | 785  |

| 1962 | 1968 | 1975 | 1982 | 1990 | 1999 | 2005 | 2006 | 2010 |
| ---- | ---- | ---- | ---- | ---- | ---- | ---- | ---- | ---- |
| 679  | 588  | 470  | 358  | 310  | 221  | 237  | 240  | 212  |

| 2015 | 2020 | 2022 | - | - | - | - | - | - |
| ---- | ---- | ---- | - | - | - | - | - | - |
| 199  | 193  | 191  | - | - | - | - | - | - |

#### Pyramide des âges
En 2018, le taux de personnes d'un âge inférieur à 30 ans s'élève à 31,1 %, soit au-dessus de la moyenne départementale (31 %). À l'inverse, le taux de personnes d'âge supérieur à 60 ans est de 29,5 % la même année, alors qu'il est de 31,1 % au niveau départemental.
En 2018, la commune comptait 105 hommes pour 92 femmes, soit un taux de 53,3 % d'hommes, largement supérieur au taux départemental (49,13 %).
Les pyramides des âges de la commune et du département s'établissent comme suit.
| Hommes | Classe d’âge | Femmes |
| ------ | ------------ | ------ |
| 0,0    | 90 ou +      | 0,0    |
| 10,7   | 75-89 ans    | 7,8    |
| 19,4   | 60-74 ans    | 21,1   |
| 23,3   | 45-59 ans    | 23,3   |
| 16,5   | 30-44 ans    | 15,6   |
| 14,6   | 15-29 ans    | 17,8   |
| 15,5   | 0-14 ans     | 14,4   |

| Hommes | Classe d’âge | Femmes |
| ------ | ------------ | ------ |
| 0,9    | 90 ou +      | 2,5    |
| 8,4    | 75-89 ans    | 11,7   |
| 20,4   | 60-74 ans    | 20,5   |
| 21,3   | 45-59 ans    | 20,3   |
| 16,8   | 30-44 ans    | 16,3   |
| 15,2   | 15-29 ans    | 13,2   |
| 17     | 0-14 ans     | 15,6   |

### Médias
La commune est située dans l'ère de distribution du quotidien départemental L'Éveil de la Haute-Loire.

## Économie

### Revenus
En 2018, la commune compte 81 ménages fiscaux, regroupant 184 personnes. La médiane du revenu disponible par unité de consommation est de 15 350 € (20 800 € dans le département).

### Emploi
| Division       | 2008  | 2013  | 2018  |
| -------------- | ----- | ----- | ----- |
| Commune        | 3,2 % | 8,8 % | 6,7 % |
| Département    | 6,3 % | 7,7 % | 7,7 % |
| France entière | 8,3 % | 10 %  | 10 %  |

En 2018, la population âgée de 15 à 64 ans s'élève à 121 personnes, parmi lesquelles on compte 80,7 % d'actifs (73,9 % ayant un emploi et 6,7 % de chômeurs) et 19,3 % d'inactifs,. Depuis 2008, le taux de chômage communal (au sens du recensement) des 15-64 ans est inférieur à celui de la France et du département.
La commune est hors attraction des villes,. Elle compte 64 emplois en 2018, contre 59 en 2013 et 60 en 2008. Le nombre d'actifs ayant un emploi résidant dans la commune est de 90, soit un indicateur de concentration d'emploi de 71,6 % et un taux d'activité parmi les 15 ans ou plus de 58,5 %.
Sur ces 90 actifs de 15 ans ou plus ayant un emploi, 44 travaillent dans la commune, soit 49 % des habitants. Pour se rendre au travail, 61,4 % des habitants utilisent un véhicule personnel ou de fonction à quatre roues, 11,4 % s'y rendent en deux-roues, à vélo ou à pied et 27,3 % n'ont pas besoin de transport (travail au domicile).

## Culture locale et patrimoine

### Lieux et monuments
- Dolmen des Pennes.
- Champagne (Champagnes ; Champagnier), ancienne métairie de la commanderie de Devesset[28].

### Personnalités liées à la commune
- Jean-Louis Boutin (1762-1816), curé de Montusclat, puis des Vastres, prêtre réfractaire[29].
- Pierre-Jean Clair, né aux Vastres le 11 janvier 1804, a participé par ses recherches à l'invention de la machine à coudre. Son fils, Alexandre Clair, développe la fabrique et des exemplaires se trouvent au Musée Crozatier au Puy-en-Velay[30]. Il offre à la paroisse en 1879 la seconde cloche de l'église.[réf. nécessaire]
- Théodore de Félice (1904-2005), pasteur, homme politique, juriste et linguiste, spécialiste du dialecte occitan parlé au nord-est de la Haute-Loire, a résidé aux Vastres de 1970 à sa mort.
- Eugénie Mettenet (née en 1916), résistante et Juste parmi les nations, native de la commune.

### Galerie

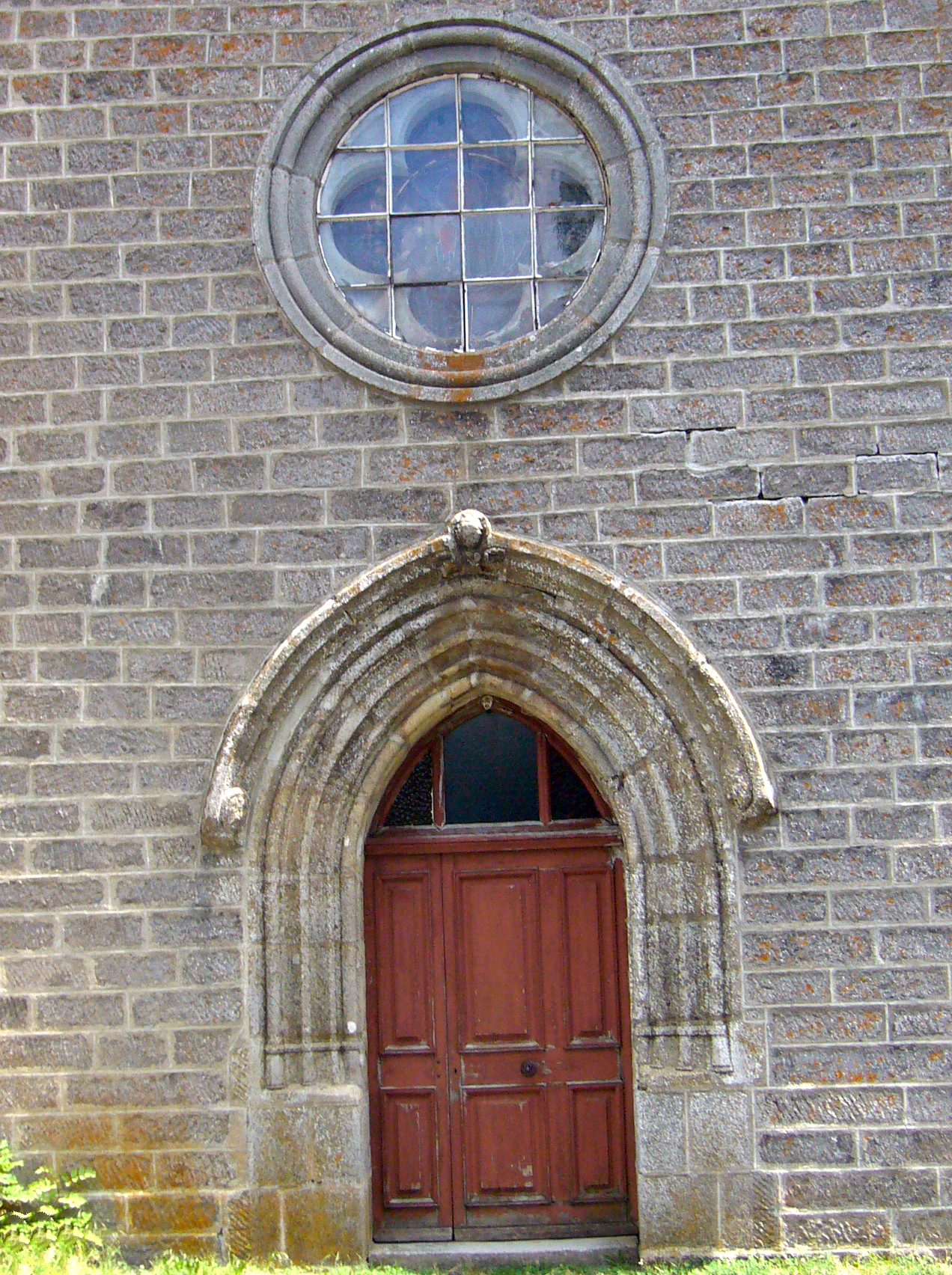
Entrée de l'église
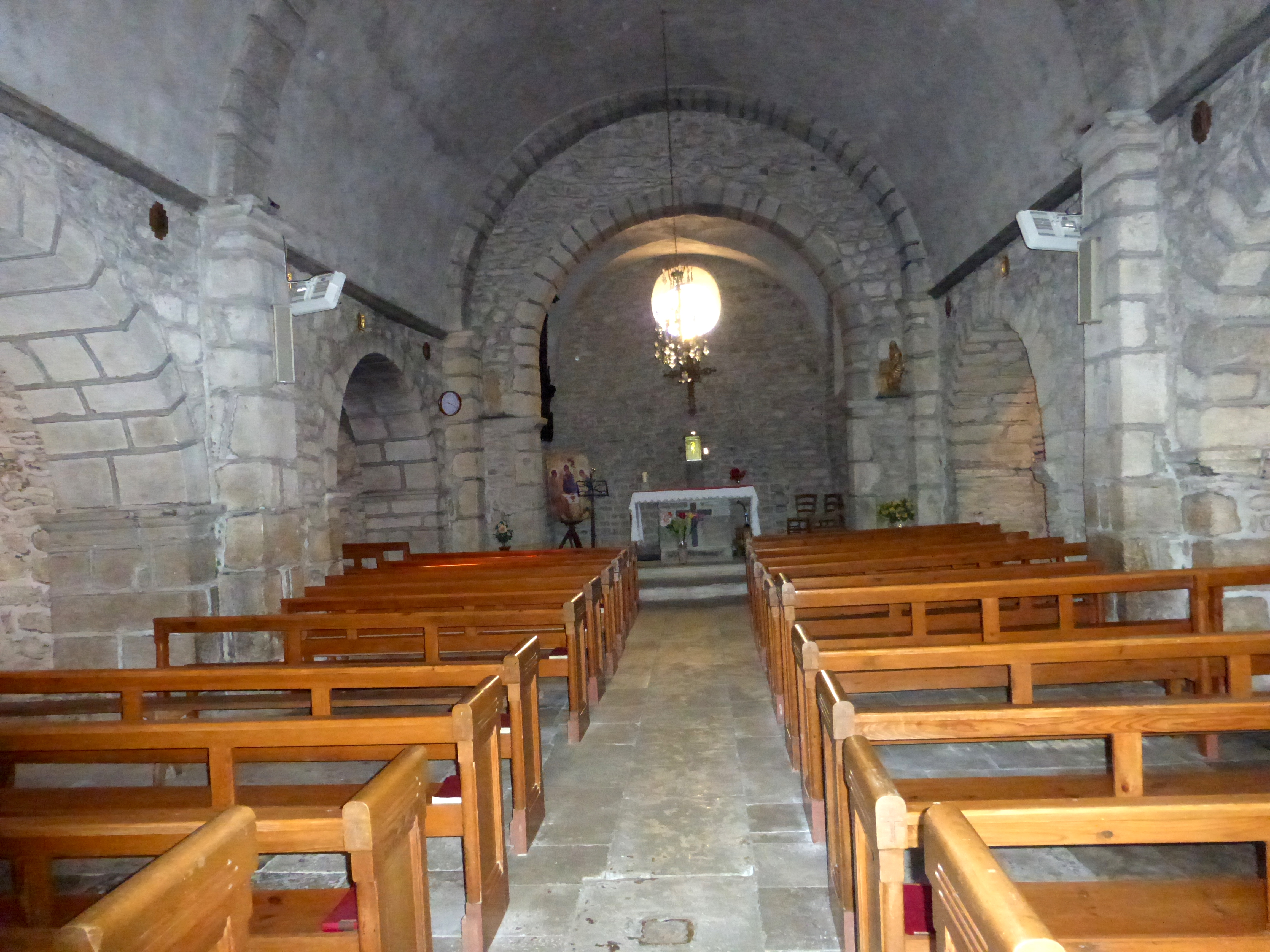
Intérieur de l'église
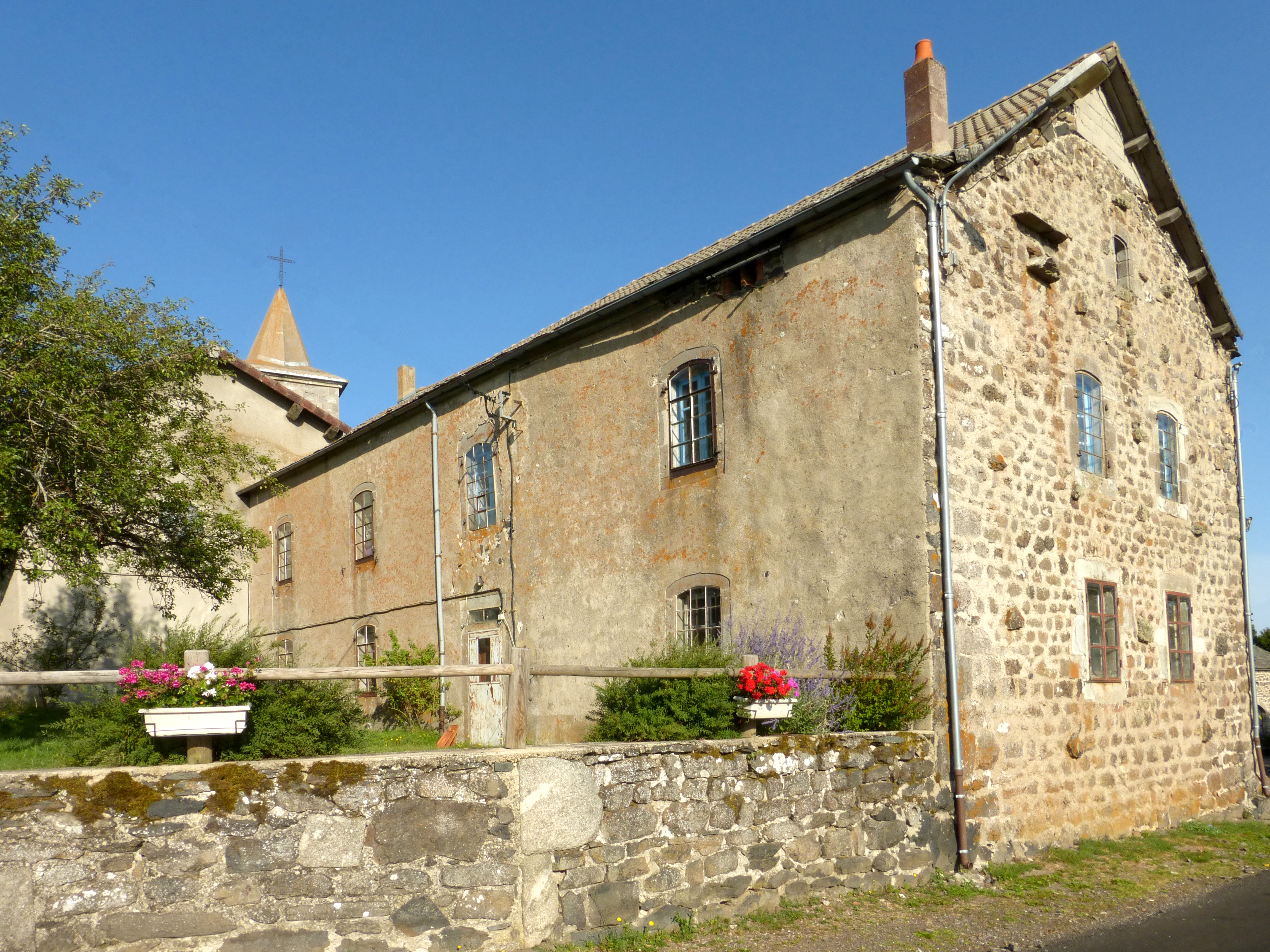
L'ancienne Cure
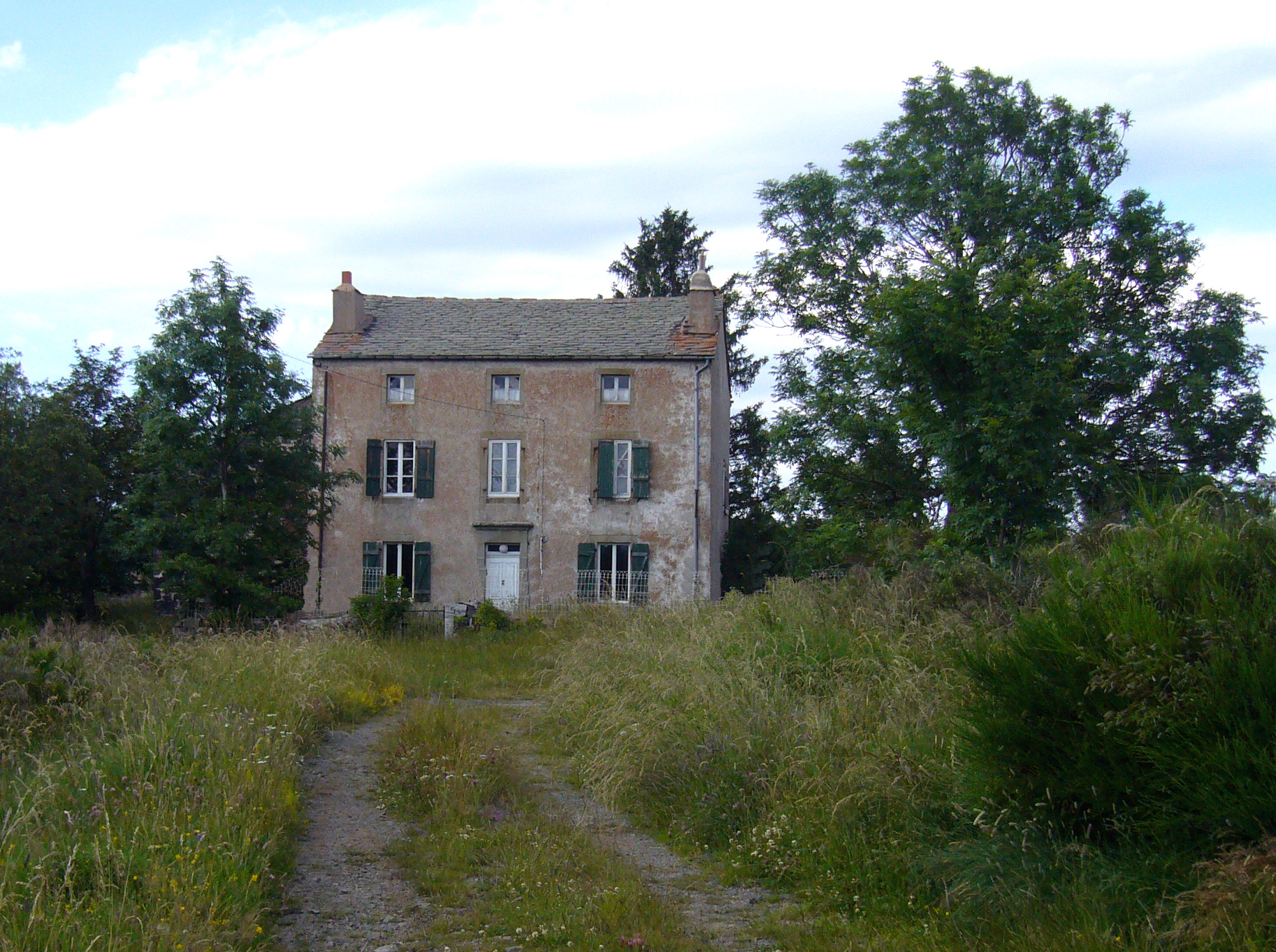
L'ancien temple protestant des Chazallets
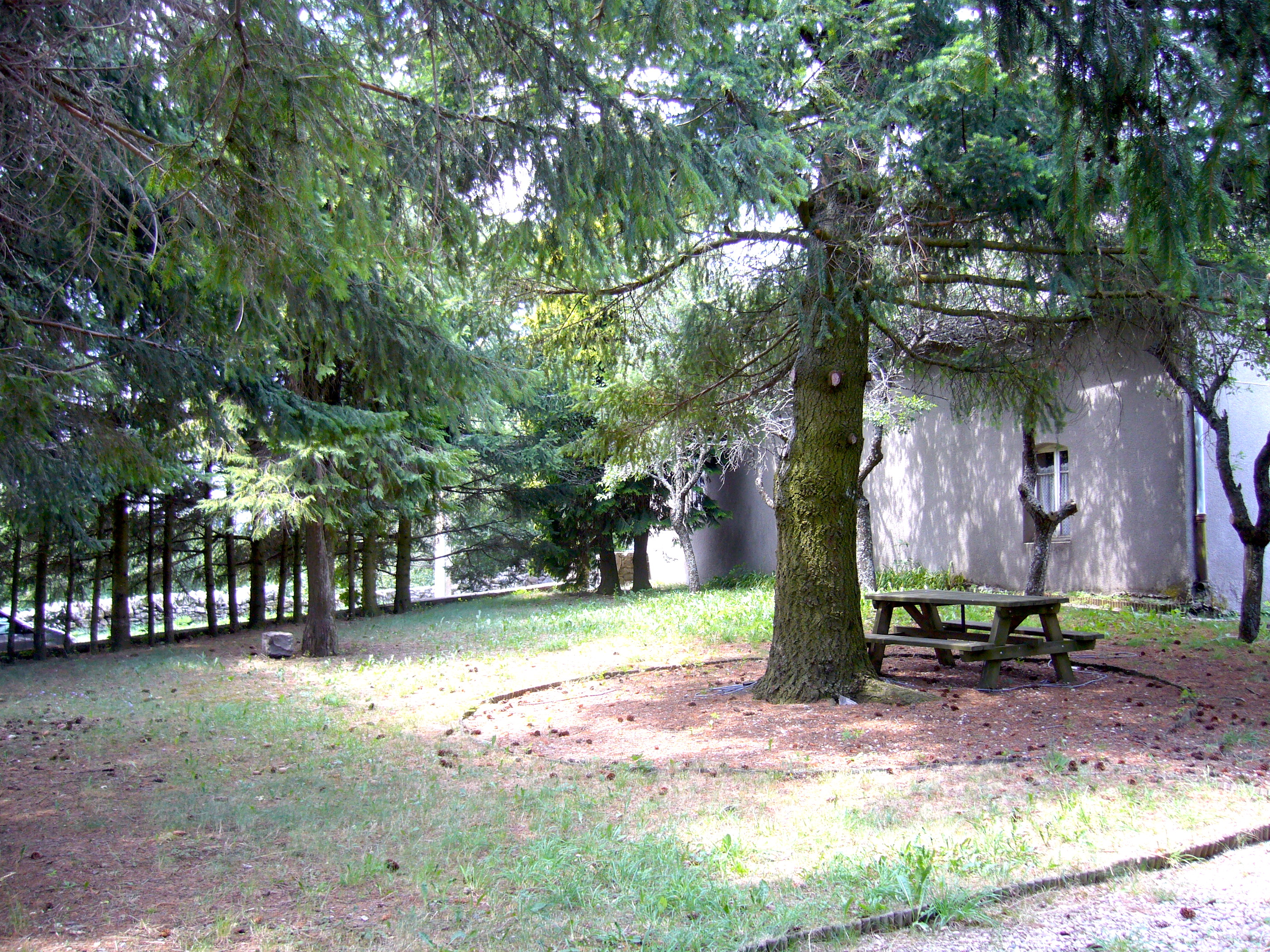
Ancien cimetière catholique, actuel jardin public
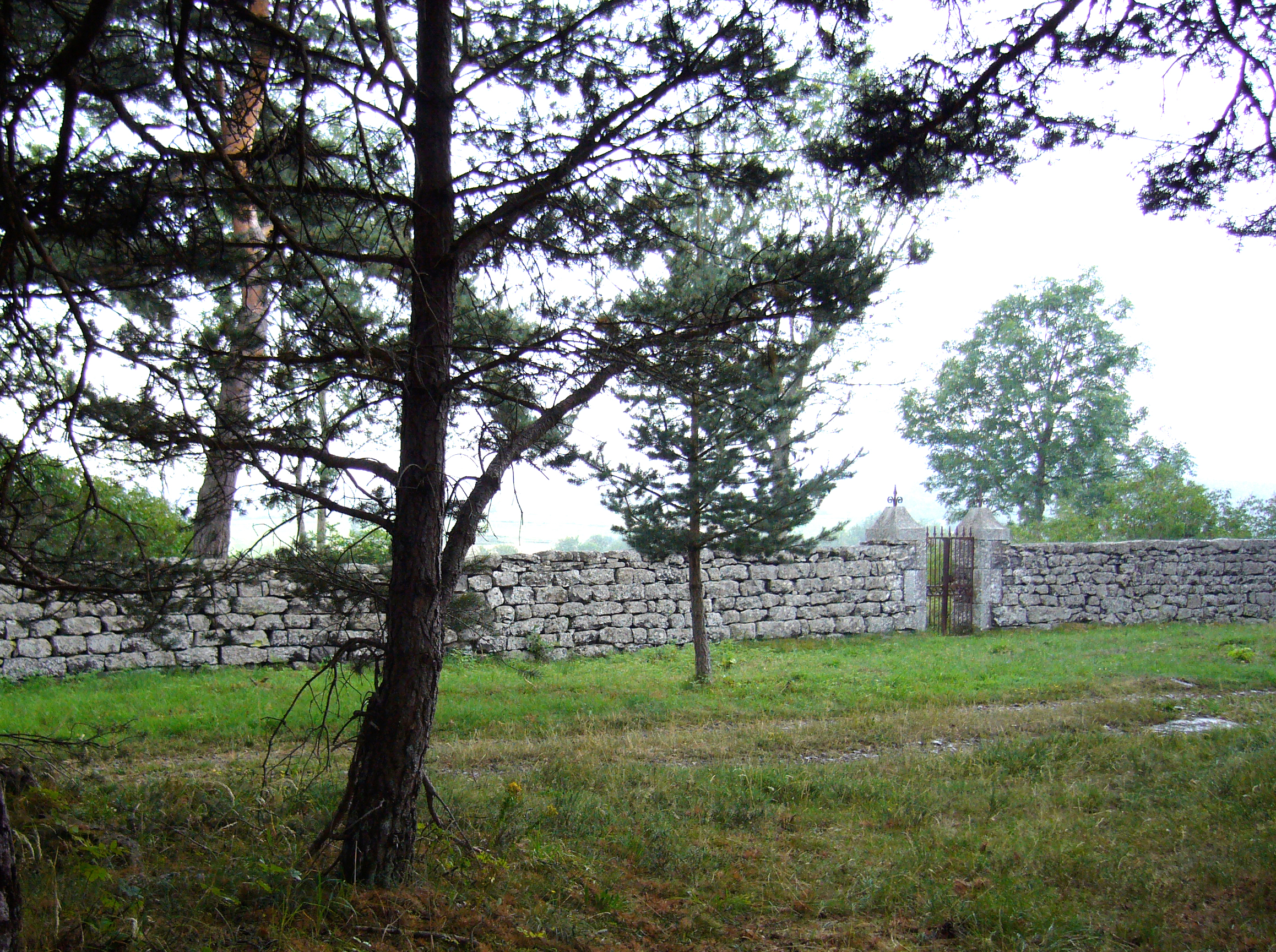
Ancien cimetière protestant
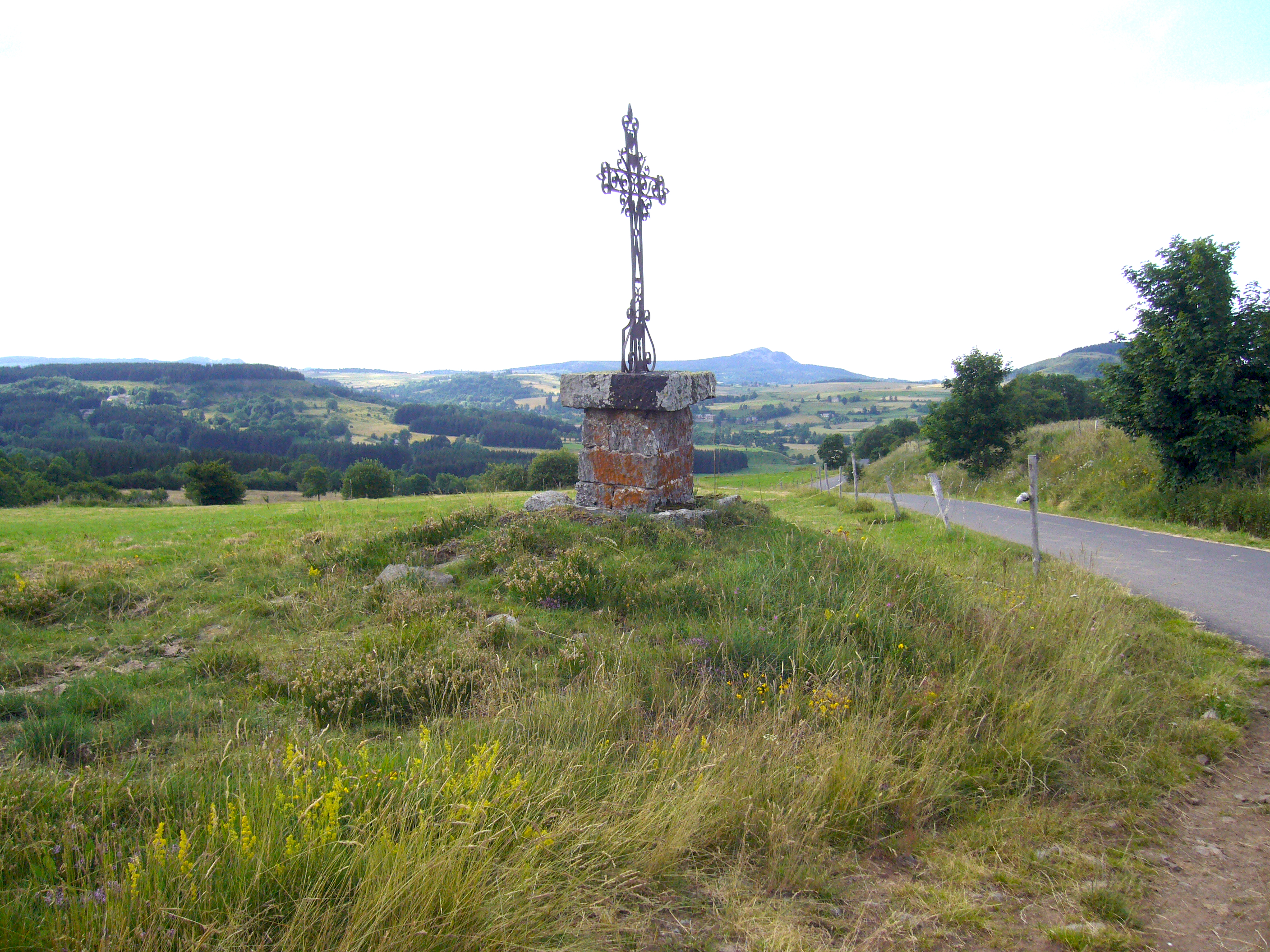
Croix aux Vastres

### Héraldique
|  | Les Vastres possède des armoiries dont l'origine et le blasonnement exact ne sont pas disponibles. |